# تيكس كليفينغر
تيكس كليفينغر (بالإنجليزية: Tex Clevenger) هو لاعب كرة قاعدة أمريكي، ولد في 9 يوليو 1932 في فيساليا في الولايات المتحدة.

## وصلات خارجية
- تيكس كليفينغر على موقع دوري كرة القاعدة الرئيسي (الإنجليزية)
- تيكس كليفينغر على موقعبيزبول رفرنس.كوم (الدوري الرئيسي) (الإنجليزية)
- تيكس كليفينغر على موقعبيزبول رفرنس.كوم (الدوري الثانوي) (الإنجليزية)